# Revolution (sang)
 For alternative betydninger, se Revolution. (Se også artikler, som begynder med Revolution)
"Revolution" er en sang komponeret af John Lennon og indspillet af The Beatles 12. juli 1968. Der blev indspillet tre version af sangen i 1968 under sessionerne til gruppens album The White Album: en langsom blues-udgave (titlen "Revolution 1") der endte med at komme på LP'en; en mere abstrakt musikcollage (med titlen "Revolution 9") der kom fra den sidste del af "Revolution 1" og som optræder på samme album; og den mere velkendte, hurtigere hard rock-version som minder om "Revolution 1", der blev udgivet som B-side på "Hey Jude". Selvom singleversionen udkom først, så blev den indspilleret flere uger efter "Revolution 1", som en genindspilning specielt tilegnet til udgivelse som single.
Lennons tekster var inspireret af politiske protester i begyndelsen af 1968, og nævner bl.a. Mao Zedong i teksten "...but if you go carrying pictures of Chairman Mao you ain't going to make it with anyone anyhow...", og han udtrykte sympati med behovet for ændring. Lennon udtalte at teksten der nævnte Mao var den vigtigste i sangen, men i 1972 udtalte han, at denne tekst aldrig burde være blevet skrevet. Da singlen blev udgivet i august opfattede den politske venstrefløj sangen som at forråde deres sag. Udgivelsen af albumversionen i november viste Lennons usikkerhed ved den destruktive ændring i teksten "count me out", der blev genindspillet lidt anderledes med "count me out, in". I 1987 blev det Beatles første indspilning, der fik licens til at blive brugt i en fjernsynsreklame, hvilket fik de de overlevende medlemmer af gruppe til at starte en retssag.
Sangen er kendetegnet ved det hårde guitarspil i introen. 
"Revolution" er blevet indspillet i coverversioner af Thompson Twins i 1985 på albummet Here's to Future Days og af Stone Temple Pilots 2001.

## Personel
"Revolution"
- John Lennon – vokaler, lead guitar, klap, skrig[7]
- Paul McCartney – basguitar, hammondorgel, klap
- George Harrison – lead guitar, klap
- Ringo Starr – trommer, klap
- Nicky Hopkins – elektrisk klaver

"Revolution 1"
- John Lennon – forsanger, akustisk guitar, lead guitar
- Paul McCartney – basguitar, klaver, orgel, baggrundsvokal
- George Harrison – lead guitar, baggrundsvokal
- Ringo Starr – trommer
- Francie Schwartz –  baggrundsvokal
- Derek Watkins og Freddy Clayton – trompeter
- Don Lang, Rex Morris, J. Power og Bill Povey – basuner

Personel ifølge Ian MacDonald